# Tro Bro Leon 2016
La 33e édition du Tro Bro Leon a eu lieu le 17 avril 2016. La course fait partie du calendrier UCI Europe Tour 2016 en catégorie 1.1. C'est également la huitième épreuve de la Coupe de France de cyclisme sur route 2016.
L'épreuve a été remportée lors d'un sprint à cinq coureurs par le Danois Martin Mortensen (ONE) qui s'impose respectivement devant son coéquipier le Britannique Peter Williams et le Français Florian Vachon (Fortuneo-Vital Concept).
Le Belge Baptiste Planckaert (Wallonie Bruxelles-Group Protect) s'adjuge le classement par points tandis que le Française Lilian Calmejane (Direct Énergie) gagne celui de la montagne et que l'Estonien Mihkel Räim (Cycling Academy) finit meilleur jeune.
Pour la Coupe de France, Baptiste Planckaert conserve la tête du classement individuel, le Français Rudy Barbier (Roubaix Métropole européenne de Lille) fait de même pour celui des jeunes alors que la formation française FDJ s'empare quant à elle de la tête du classement par équipes.

## Présentation

### Parcours
Ce Tro Bro Leon se dispute sur une longueur de 204,4 km, comprenant 31,9 km de ribinoù répartis en vingt-cinq tronçons.
| Secteur | Kilomètre | Localisation                       | Longueur |          |
| ------- | --------- | ---------------------------------- | -------- | -------- |
| 1       | 62,8      | Plabennec / Traon Bihan            | 2 300 m  |          |
| 2       | 72,8      | Bourg-Blanc / Kervalanoc           | 2 200 m  |          |
| 3       | 81,1      | Milizac / Kerhenguer               | 1 700 m  |          |
| 4       | 84        | Milizac / Prat an Hanguer          | 1 100 m  |          |
| 5       | 92,8      | Saint-Renan / Keraliou             | 1 000 m  |          |
| 6       | 94,5      | Locmaria-Plouzané / Kericard       | 1 200 m  |          |
| 7       | 108,6     | Ploumoguer / Kerscoziou            | 2 400 m  |          |
| 8       | 119,8     | Plouarzel / Langoulouman           | 1 200 m  |          |
| 9       | 131,6     | Brélès / Kergroades                | 600 m    |          |
| 10      | 132,7     | Brélès / Château d'eau             | 1 000 m  |          |
| 11      | 138,4     | Porspoder / Kerdrouc'h             | 1 600 m  |          |
| 12      | 145,3     | Landunvez / Gorre Kear             | 700 m    |          |
| 13      | 157,1     | Plouguerneau / Restanboull         | 1 700 m  |          |
| 14      | 161,2     | Lampaul-Ploudalmézeau / Le Vourc'h | 1 500 m  |          |
| 15      | 162,4     | Saint-Pabu / Le Ribal              | 1 000 m  |          |
| 16      | 163,9     | Saint-Pabu / Vers le Cosquer       | 500 m    |          |
| 17      | 166,2     | Saint-Pabu / Kerouant              | 1 300 m  |          |
| 18      | 170,4     | Plouguin / Keregan                 | 700 m    |          |
| 19      | 171,4     | Plouguin / Lanrivanan              | 1 200 m  |          |
| 20      | 176,3     | Lannilis / Meshuel                 | 700 m    |          |
| 21      | 183       | Lannilis / Keradraon-Kerouartz     | 1 500 m  |          |
| 22      | 185,5     | Lannilis / Le Pouldu               | 800 m    |          |
| 23      | 190,9     | Lannilis / Meshuel                 | 700 m    |          |
| 24      | 195,7     | Lannilis / Meshuel                 | 700 m    |          |
| 25      | 200,5     | Lannilis / Meshuel                 | 700 m    |          |
| Total   | Total     | Total                              | 31 900 m | 31 900 m |

### Équipes
Classé en catégorie 1.1 de l'UCI Europe Tour, le Tro Bro Leon est par conséquent ouvert aux WorldTeams dans la limite de 50 % des équipes participantes, aux équipes continentales professionnelles, aux équipes continentales et aux équipes nationales.
Dix-huit équipes participent à ce Tour du Finistère - deux WorldTeams, sept équipes continentales professionnelles et neuf équipes continentales :
| UCI WorldTeams   | UCI WorldTeams | UCI WorldTeams |
| Nom de l'équipe  | Pays           | Code           |
| ---------------- | -------------- | -------------- |
| AG2R La Mondiale | France         | ALM            |
| FDJ              | France         | FDJ            |

| Équipes continentales professionnelles | Équipes continentales professionnelles | Équipes continentales professionnelles |
| Nom de l'équipe                        | Pays                                   | Code                                   |
| -------------------------------------- | -------------------------------------- | -------------------------------------- |
| Cofidis                                | France                                 | COF                                    |
| Delko-Marseille Provence-KTM           | France                                 | DMP                                    |
| Direct Énergie                         | France                                 | DEN                                    |
| Fortuneo-Vital Concept                 | France                                 | FVC                                    |
| ONE                                    | Royaume-Uni                            | ONE                                    |
| Roth                                   | Suisse                                 | ROT                                    |
| Wanty-Groupe Gobert                    | Belgique                               | WGG                                    |

| Équipes continentales                 | Équipes continentales | Équipes continentales |
| Nom de l'équipe                       | Pays                  | Code                  |
| ------------------------------------- | --------------------- | --------------------- |
| 3M                                    | Belgique              | MMM                   |
| Armée de Terre                        | France                | ADT                   |
| Crelan-Vastgoedservice                | Belgique              | CRV                   |
| Cycling Academy                       | Israël                | CAT                   |
| Euskadi Basque Country-Murias         | Espagne               | EUS                   |
| HP BTP-Auber 93                       | France                | AUB                   |
| Kuota-Lotto                           | Allemagne             | TKG                   |
| Roubaix Métropole européenne de Lille | France                | RML                   |
| Wallonie Bruxelles-Group Protect      | Belgique              | WBC                   |

### Primes
Les vingt prix sont attribués suivant le barème de l'UCI,. Le total général des prix distribués est de 14 477 €.
| Position | 1er     | 2e      | 3e      | 4e    | 5e    | 6e    | 7e    | 8e    | 9e    | 10e à 20e |
| Prix     | 5 785 € | 2 895 € | 1 445 € | 715 € | 580 € | 433 € | 433 € | 287 € | 287 € | 147 €     |

## Classements

### Classement final
| Classement final | Classement final    | Classement final | Classement final                 | Classement final   |
|                  | Coureur             | Pays             | Équipe                           | Temps              |
| ---------------- | ------------------- | ---------------- | -------------------------------- | ------------------ |
| 1er              | Martin Mortensen    | Danemark         | ONE                              | en 4 h 50 min 36 s |
| 2e               | Peter Williams      | Royaume-Uni      | ONE                              | + 0 s              |
| 3e               | Florian Vachon      | France           | Fortuneo-Vital Concept           | + 0 s              |
| 4e               | Laurent Pichon      | France           | FDJ                              | + 0 s              |
| 5e               | Johan Le Bon        | France           | FDJ                              | + 0 s              |
| 6e               | Yohann Gène         | France           | Direct Énergie                   | + 4 s              |
| 7e               | Baptiste Planckaert | Belgique         | Wallonie Bruxelles-Group Protect | + 17 s             |
| 8e               | Dimitri Claeys      | Belgique         | Wanty-Groupe Gobert              | + 17 s             |
| 9e               | Mihkel Räim         | Estonie          | Cycling Academy                  | + 17 s             |
| 10e              | Sébastien Minard    | France           | AG2R La Mondiale                 | + 20 s             |
| modifier         |                     |                  |                                  |                    |

### Classements annexes
| Classement par points | Classement par points | Classement par points | Classement par points            | Classement par points |
| --------------------- | --------------------- | --------------------- | -------------------------------- | --------------------- |
|                       | Coureur               | Pays                  | Équipe                           | Point(s)              |
| 1er                   | Baptiste Planckaert   | Belgique              | Wallonie Bruxelles-Group Protect | 5 points              |
| 2e                    | Clément Venturini     | France                | Cofidis                          | 5 pts                 |
| 3e                    | Dimitri Claeys        | Belgique              | Wanty-Groupe Gobert              | 3 pts                 |
| modifier              |                       |                       |                                  |                       |

| Classement de la montagne | Classement de la montagne | Classement de la montagne | Classement de la montagne | Classement de la montagne |
| ------------------------- | ------------------------- | ------------------------- | ------------------------- | ------------------------- |
|                           | Coureur                   | Pays                      | Équipe                    | Point(s)                  |
| 1er                       | Lilian Calmejane          | France                    | Direct Énergie            | 10 points                 |
| 2e                        | Florian Vachon            | France                    | Fortuneo-Vital Concept    | 5 pts                     |
| 3e                        | Yohann Gène               | France                    | Direct Énergie            | 3 pts                     |
| modifier                  |                           |                           |                           |                           |

| \| Classement du meilleur jeune[4] \| Classement du meilleur jeune[4] \| Classement du meilleur jeune[4] \| Classement du meilleur jeune[4] \| Classement du meilleur jeune[4] \| \| \| Coureur \| Pays \| Équipe \| Temps \| \| ------------------------------- \| ------------------------------- \| ------------------------------- \| ------------------------------- \| ------------------------------- \| \| 1er \| Mihkel Räim \| Estonie \| Cycling Academy \| en 4 h 50 min 53 s \| \| 2e \| Yannis Yssaad \| France \| Armée de Terre \| + 14 s \| \| 3e \| Christophe Laporte \| France \| Cofidis \| + 14 s \| \| modifier \| \| \| \| \| |                    |         |                 |                    |
| Classement du meilleur jeune |                    |         |                 |                    |
| | Coureur            | Pays    | Équipe          | Temps              |
| 1er | Mihkel Räim        | Estonie | Cycling Academy | en 4 h 50 min 53 s |
| 2e | Yannis Yssaad      | France  | Armée de Terre  | + 14 s             |
| 3e | Christophe Laporte | France  | Cofidis         | + 14 s             |
| modifier |                    |         |                 |                    |

### Classement de la Coupe de France

#### Classement individuel

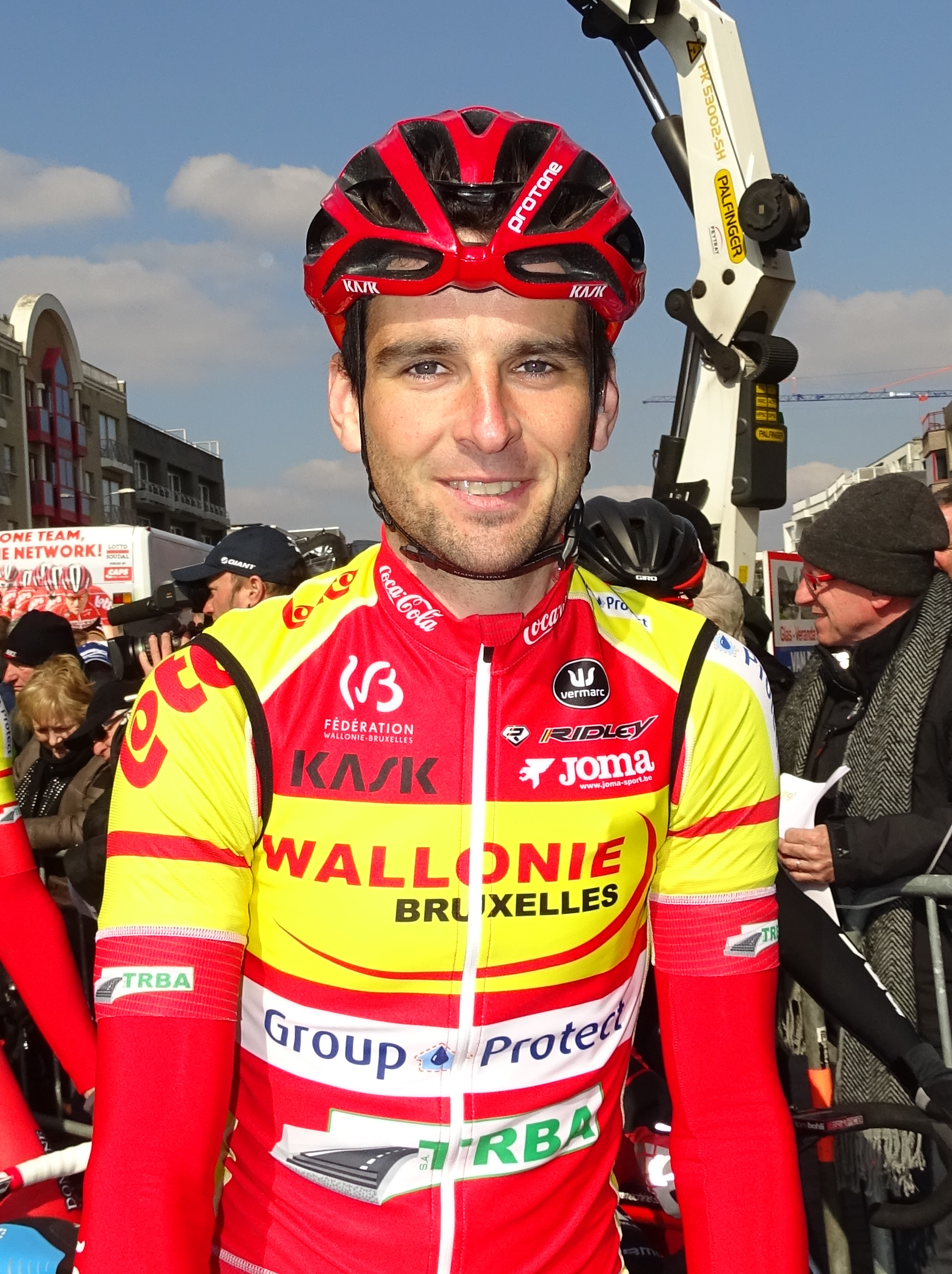
Baptiste Planckaert est le leader de la Coupe de France.

| Top dix de la Coupe de France à l'issue de la 8e manche | Top dix de la Coupe de France à l'issue de la 8e manche | Top dix de la Coupe de France à l'issue de la 8e manche | Top dix de la Coupe de France à l'issue de la 8e manche | Top dix de la Coupe de France à l'issue de la 8e manche |
| ------------------------------------------------------- | ------------------------------------------------------- | ------------------------------------------------------- | ------------------------------------------------------- | ------------------------------------------------------- |
|                                                         | Coureur                                                 | Pays                                                    | Équipe                                                  | Point(s)                                                |
| 1er                                                     | Baptiste Planckaert                                     | Belgique                                                | Wallonie Bruxelles-Group Protect                        | 176 points                                              |
| 2e                                                      | Samuel Dumoulin                                         | France                                                  | AG2R La Mondiale                                        | 83 pts                                                  |
| 3e                                                      | Rudy Barbier                                            | France                                                  | Roubaix Métropole européenne de Lille                   | 56 pts                                                  |
| 4e                                                      | Bryan Coquard                                           | France                                                  | Direct Énergie                                          | 56 pts                                                  |
| 5e                                                      | Loïc Chetout                                            | France                                                  | Cofidis                                                 | 55 pts                                                  |
| 6e                                                      | Clément Venturini                                       | France                                                  | Cofidis                                                 | 51 pts                                                  |
| 7e                                                      | Martin Mortensen                                        | Danemark                                                | ONE                                                     | 50 pts                                                  |
| 8e                                                      | Anthony Turgis                                          | France                                                  | Cofidis                                                 | 50 pts                                                  |
| 9e                                                      | Daniel McLay                                            | Royaume-Uni                                             | Fortuneo-Vital Concept                                  | 50 pts                                                  |
| 10e                                                     | Cyril Gautier                                           | France                                                  | AG2R La Mondiale                                        | 50 pts                                                  |
| modifier                                                |                                                         |                                                         |                                                         |                                                         |

#### Classement individuel des jeunes

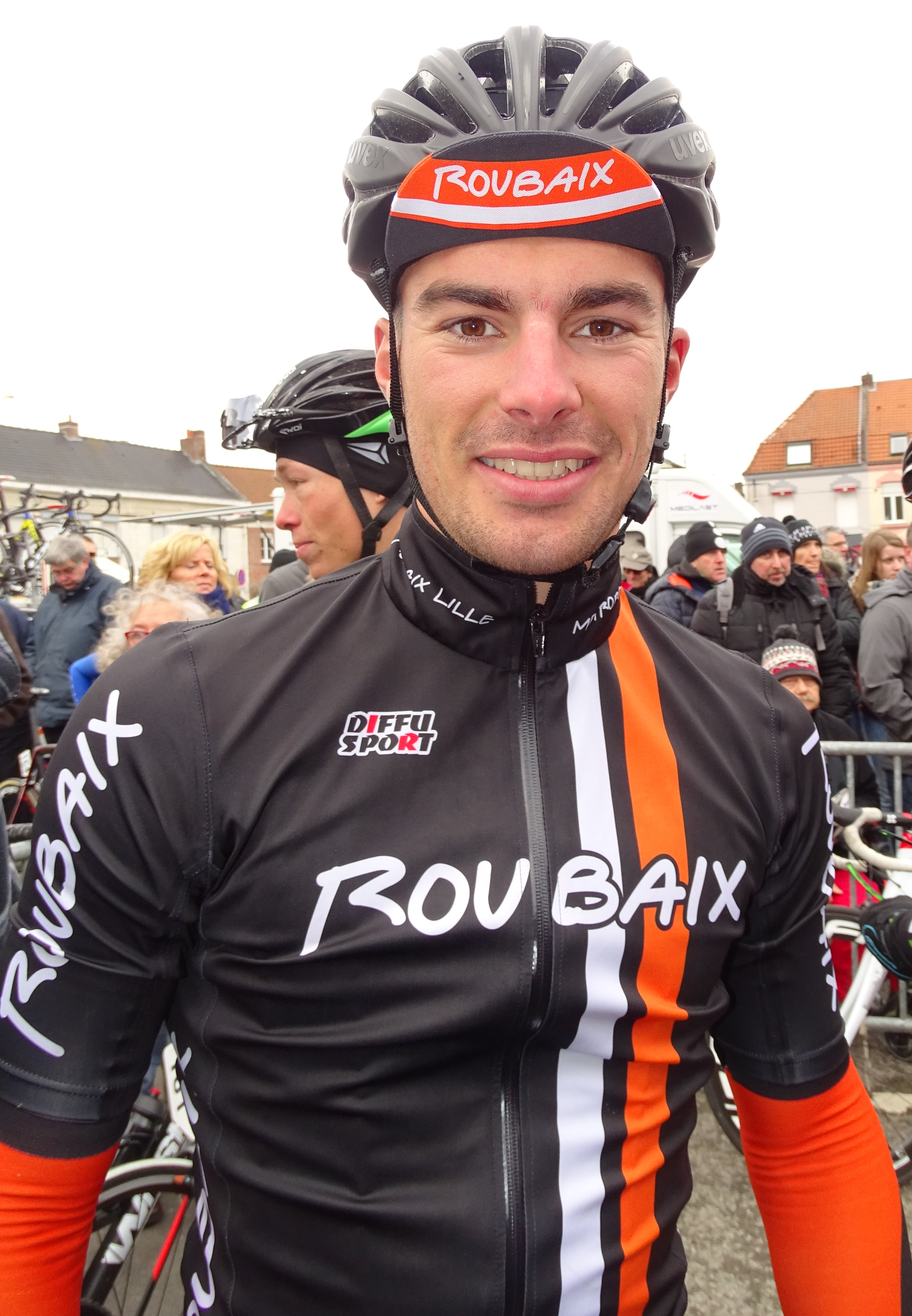
Rudy Barbier est le leader de la Coupe de France des jeunes.

| Top dix de la Coupe de France à l'issue de la 8e manche | Top dix de la Coupe de France à l'issue de la 8e manche | Top dix de la Coupe de France à l'issue de la 8e manche | Top dix de la Coupe de France à l'issue de la 8e manche | Top dix de la Coupe de France à l'issue de la 8e manche |
| ------------------------------------------------------- | ------------------------------------------------------- | ------------------------------------------------------- | ------------------------------------------------------- | ------------------------------------------------------- |
|                                                         | Coureur                                                 | Pays                                                    | Équipe                                                  | Point(s)                                                |
| 1er                                                     | Rudy Barbier                                            | France                                                  | Roubaix Métropole européenne de Lille                   | 56 points                                               |
| 2e                                                      | Bryan Coquard                                           | France                                                  | Direct Énergie                                          | 56 pts                                                  |
| 3e                                                      | Loïc Chetout                                            | France                                                  | Cofidis                                                 | 55 pts                                                  |
| 4e                                                      | Clément Venturini                                       | France                                                  | Cofidis                                                 | 51 pts                                                  |
| 5e                                                      | Anthony Turgis                                          | France                                                  | Cofidis                                                 | 50 pts                                                  |
| 6e                                                      | Daniel McLay                                            | Royaume-Uni                                             | Fortuneo-Vital Concept                                  | 50 pts                                                  |
| 7e                                                      | Yannis Yssaad                                           | France                                                  | Armée de Terre                                          | 50 pts                                                  |
| 8e                                                      | Thomas Boudat                                           | France                                                  | Direct Énergie                                          | 35 pts                                                  |
| 9e                                                      | Kévin Ledanois                                          | France                                                  | Fortuneo-Vital Concept                                  | 25 pts                                                  |
| 10e                                                     | Nico Denz                                               | Allemagne                                               | AG2R La Mondiale                                        | 23 pts                                                  |
| modifier                                                |                                                         |                                                         |                                                         |                                                         |

#### Classement par équipes
| \| \| Top neuf de la Coupe de France à l'issue de la 8e manche[7] \| | \| \| Top neuf de la Coupe de France à l'issue de la 8e manche[7] \| | \| \| Top neuf de la Coupe de France à l'issue de la 8e manche[7] \| | \| \| Top neuf de la Coupe de France à l'issue de la 8e manche[7] \| |
| -------------------------------------------------------------------- | -------------------------------------------------------------------- | -------------------------------------------------------------------- | -------------------------------------------------------------------- |
|                                                                      | Équipe                                                               | Pays                                                                 | Point(s)                                                             |
| 1                                                                    | FDJ                                                                  | France                                                               | 44                                                                   |
| 2                                                                    | Fortuneo-Vital Concept                                               | France                                                               | 44                                                                   |
| 3                                                                    | Armée de Terre                                                       | France                                                               | 42                                                                   |
| 4                                                                    | Cofidis                                                              | France                                                               | 41                                                                   |
| 5                                                                    | AG2R La Mondiale                                                     | France                                                               | 37                                                                   |
| 6                                                                    | HP BTP-Auber 93                                                      | France                                                               | 35                                                                   |
| 7                                                                    | Direct Énergie                                                       | France                                                               | 32                                                                   |
| 8                                                                    | Roubaix Métropole européenne de Lille                                | France                                                               | 31                                                                   |
| 9                                                                    | Delko-Marseille Provence-KTM                                         | France                                                               | 26                                                                   |
|                                                                      | Top neuf de la Coupe de France à l'issue de la 8e manche             |                                                                      |                                                                      |

### UCI Europe Tour
Ce Tro Bro Leon attribue des points pour l'UCI Europe Tour 2016, par équipes seulement aux coureurs des équipes continentales professionnelles et continentales, individuellement à tous les coureurs sauf ceux faisant partie d'une équipe ayant un label WorldTeam.
| Position           | 1er | 2e | 3e | 4e | 5e | 6e | 7e | 8e | 9e | 10e | 11e | 12e | 13e à 15e | 16e à 25e |
| Classement général | 125 | 85 | 70 | 60 | 50 | 40 | 35 | 30 | 25 | 20  | 15  | 10  | 5         | 3         |

## Liste des participants
- Liste de départ complète

| Légende | Légende                                                                    | Légende | Légende                                                    |
| ------- | -------------------------------------------------------------------------- | ------- | ---------------------------------------------------------- |
| Num     | Dossard de départ porté par le coureur sur ce Tro Bro Leon                 | Pos     | Position à l'arrivée de la course                          |
|         | Indique un maillot de champion national ou mondial, suivi de sa spécialité | NP      | Indique un coureur qui n'a pas pris le départ de la course |
| AB      | Indique un coureur qui n'a pas terminé la course                           | HD      | Indique un coureur qui a terminé la course hors des délais |

| FDJ                                  | FDJ                      | FDJ |
| ------------------------------------ | ------------------------ | --- |
| Num                                  | Coureur                  | Pos |
| 1                                    | Alexandre Geniez (FRA)   | 32e |
| 2                                    | Sébastien Chavanel (FRA) | 38e |
| 3                                    | Marc Fournier (FRA)      | AB  |
| 4                                    | Johan Le Bon (FRA)       | 5e  |
| 5                                    | Olivier Le Gac (FRA)     | 49e |
| 6                                    | Lorrenzo Manzin (FRA)    | AB  |
| 7                                    | Laurent Pichon (FRA)     | 4e  |
| 8                                    | Cédric Pineau (FRA)      | AB  |
| Directeur sportif : Frédéric Guesdon |                          |     |

| AG2R La Mondiale ALM           | AG2R La Mondiale ALM     | AG2R La Mondiale ALM |
| ------------------------------ | ------------------------ | -------------------- |
| Num                            | Coureur                  | Pos                  |
| 11                             | Gediminas Bagdonas (LTU) | AB                   |
| 12                             | Maxime Daniel (FRA)      | AB                   |
| 13                             | Nico Denz (GER)          | 62e                  |
| 14                             | Samuel Dumoulin (FRA)    | 15e                  |
| 15                             | Damien Gaudin (FRA)      | 40e                  |
| 16                             | Quentin Jauregui (FRA)   | AB                   |
| 17                             | Sébastien Minard (FRA)   | 10e                  |
| 18                             | Sébastien Turgot (FRA)   | AB                   |
| Directeur sportif : Gilles Mas |                          |                      |

| Cofidis COF                        | Cofidis COF               | Cofidis COF |
| ---------------------------------- | ------------------------- | ----------- |
| Num                                | Coureur                   | Pos         |
| 21                                 | Loïc Chetout (FRA)        | AB          |
| 22                                 | Anthony Perez (FRA)       | AB          |
| 23                                 | Hugo Hofstetter (FRA)     | 24e         |
| 24                                 | Gert Jõeäär (EST) (Route) | AB          |
| 25                                 | Christophe Laporte (FRA)  | 13e         |
| 26                                 | Florian Sénéchal (FRA)    | AB          |
| 27                                 | Kenneth Vanbilsen (BEL)   | AB          |
| 28                                 | Clément Venturini (FRA)   | 43e         |
| Directeur sportif : Alain Deloeuil |                           |             |

| Delko-Marseille Provence-KTM DMP    | Delko-Marseille Provence-KTM DMP | Delko-Marseille Provence-KTM DMP |
| ----------------------------------- | -------------------------------- | -------------------------------- |
| Num                                 | Coureur                          | Pos                              |
| 31                                  | Mikel Aristi (ESP)               | AB                               |
| 32                                  | Romain Combaud (FRA)             | 33e                              |
| 33                                  | Fredrik Strand Galta (NOR)       | AB                               |
| 34                                  | Julien El Fares (FRA)            | 64e                              |
| 35                                  | Benjamin Giraud (FRA)            | 63e                              |
| 36                                  | Christophe Laborie (FRA)         | 37e                              |
| 37                                  | Yannick Martinez (FRA)           | AB                               |
| 38                                  | Evaldas Šiškevičius (LTU)        | AB                               |
| Directeur sportif : Gilles Pauchard |                                  |                                  |

| Direct Énergie DEN                   | Direct Énergie DEN       | Direct Énergie DEN |
| ------------------------------------ | ------------------------ | ------------------ |
| Num                                  | Coureur                  | Pos                |
| 41                                   | Lilian Calmejane (FRA)   | 58e                |
| 42                                   | Perrig Quéméneur (FRA)   | 36e                |
| 43                                   | Sylvain Chavanel (FRA)   | 29e                |
| 44                                   | Jérémy Cornu (FRA)       | AB                 |
| 45                                   | Yohann Gène (FRA)        | 6e                 |
| 46                                   | Romain Guillemois (FRA)  | AB                 |
| 47                                   | Guillaume Thévenot (FRA) | 17e                |
| 48                                   | Alexandre Pichot (FRA)   | 27e                |
| Directeur sportif : Benoît Génauzeau |                          |                    |

| Fortuneo-Vital Concept FVC            | Fortuneo-Vital Concept FVC | Fortuneo-Vital Concept FVC |
| ------------------------------------- | -------------------------- | -------------------------- |
| Num                                   | Coureur                    | Pos                        |
| 51                                    | Franck Bonnamour (FRA)     | 59e                        |
| 52                                    | Vegard Breen (NOR)         | 34e                        |
| 53                                    | Anthony Delaplace (FRA)    | 21e                        |
| 54                                    | Arnaud Gérard (FRA)        | 18e                        |
| 55                                    | Benoît Jarrier (FRA)       | 30e                        |
| 56                                    | Francis Mourey (FRA)       | 35e                        |
| 57                                    | Florian Vachon (FRA)       | 3e                         |
| 58                                    | Kévin Ledanois (FRA)       | AB                         |
| Directeur sportif : Sébastien Hinault |                            |                            |

| ONE                                 | ONE                    | ONE |
| ----------------------------------- | ---------------------- | --- |
| Num                                 | Coureur                | Pos |
| 61                                  |                        |     |
| 62                                  |                        |     |
| 63                                  | Sebastian Lander (DEN) | AB  |
| 64                                  | Hayden McCormick (NZL) | 28e |
| 65                                  | Martin Mortensen (DEN) | 1er |
| 66                                  | Dion Smith (NZL)       | 25e |
| 67                                  | Peter Williams (GBR)   | 2e  |
| 68                                  | Samuel Williams (GBR)  | AB  |
| Directeur sportif : Matthew Winston |                        |     |

| Roth ROT                          | Roth ROT                 | Roth ROT |
| --------------------------------- | ------------------------ | -------- |
| Num                               | Coureur                  | Pos      |
| 71                                | Nicolas Baldo (FRA)      | AB       |
| 72                                | Dylan Page (SUI)         | AB       |
| 73                                | Frank Pasche (SUI)       | AB       |
| 74                                | Colin Stüssi (SUI)       | AB       |
| 75                                | Grischa Janorschke (GER) | AB       |
| 76                                |                          |          |
| 77                                | Martin Kohler (SUI)      | AB       |
| 78                                |                          |          |
| Directeur sportif : Dennis Sandig |                          |          |

| Wanty-Groupe Gobert WGG            | Wanty-Groupe Gobert WGG | Wanty-Groupe Gobert WGG |
| ---------------------------------- | ----------------------- | ----------------------- |
| Num                                | Coureur                 | Pos                     |
| 81                                 | Frederik Backaert (BEL) | 41e                     |
| 82                                 | Dimitri Claeys (BEL)    | 8e                      |
| 83                                 | Guillaume Martin (FRA)  | AB                      |
| 84                                 | Jérôme Baugnies (BEL)   | AB                      |
| 85                                 | Danilo Napolitano (ITA) | AB                      |
| 86                                 | Lander Seynaeve (BEL)   | AB                      |
| 87                                 | Robin Stenuit (BEL)     | 22e                     |
| 88                                 |                         |                         |
| Directeur sportif : Steven De Neef |                         |                         |

| Armée de Terre ADT               | Armée de Terre ADT      | Armée de Terre ADT |
| -------------------------------- | ----------------------- | ------------------ |
| Num                              | Coureur                 | Pos                |
| 91                               | Bryan Alaphilippe (FRA) | AB                 |
| 92                               | Alexis Bodiot (FRA)     | 19e                |
| 93                               | Julien Duval (FRA)      | 20e                |
| 94                               | Jordan Levasseur (FRA)  | 51e                |
| 95                               | Stéphane Poulhiès (FRA) | 60e                |
| 96                               | Benoît Sinner (FRA)     | 39e                |
| 97                               | Thomas Rostollan (FRA)  | 55e                |
| 98                               | Yannis Yssaad (FRA)     | 12e                |
| Directeur sportif : Jimmy Casper |                         |                    |

| Cycling Academy CAT               | Cycling Academy CAT            | Cycling Academy CAT |
| --------------------------------- | ------------------------------ | ------------------- |
| Num                               | Coureur                        | Pos                 |
| 101                               | Guillaume Boivin (CAN) (Route) | AB                  |
| 102                               | Dan Craven (NAM) (Route)       | AB                  |
| 103                               | Ľuboš Malovec (SVK)            | AB                  |
| 104                               | Wojciech Migdał (POL)          | AB                  |
| 105                               | Aviv Yechezkel (ISR)           | AB                  |
| 106                               | Mihkel Räim (EST)              | 9e                  |
| 107                               | Guy Sagiv (ISR) (Route)        | AB                  |
| 108                               | Zohar Hadari (ISR)             | AB                  |
| Directeur sportif : Ran Margaliot |                                |                     |

| Euskadi Basque Country-Murias EUS | Euskadi Basque Country-Murias EUS | Euskadi Basque Country-Murias EUS |
| --------------------------------- | --------------------------------- | --------------------------------- |
| Num                               | Coureur                           | Pos                               |
| 111                               | Gotzon Udondo (ESP)               | AB                                |
| 112                               | Aritz Bagües (ESP)                | AB                                |
| 113                               | Ander Barrenetxea (ESP)           | AB                                |
| 114                               | Eneko Lizarralde (ESP)            | AB                                |
| 115                               | Pello Olaberria (ESP)             | AB                                |
| 116                               |                                   |                                   |
| 117                               |                                   |                                   |
| 118                               |                                   |                                   |
| Directeur sportif : Rubén Pérez   |                                   |                                   |

| HP BTP-Auber 93 AUB                  | HP BTP-Auber 93 AUB       | HP BTP-Auber 93 AUB |
| ------------------------------------ | ------------------------- | ------------------- |
| Num                                  | Coureur                   | Pos                 |
| 121                                  | Flavien Dassonville (FRA) | 31e                 |
| 122                                  | Romain Feillu (FRA)       | AB                  |
| 123                                  | Anthony Maldonado (FRA)   | 61e                 |
| 124                                  | Théo Vimpère (FRA)        | AB                  |
| 125                                  | Alo Jakin (EST)           | 23e                 |
| 126                                  | César Bihel (FRA)         | AB                  |
| 127                                  | David Menut (FRA)         | 57e                 |
| 128                                  | Maxime Renault (FRA)      | 11e                 |
| Directeur sportif : Stéphane Javalet |                           |                     |

| Roubaix Métropole européenne de Lille RML | Roubaix Métropole européenne de Lille RML | Roubaix Métropole européenne de Lille RML |
| ----------------------------------------- | ----------------------------------------- | ----------------------------------------- |
| Num                                       | Coureur                                   | Pos                                       |
| 131                                       | Rudy Barbier (FRA)                        | 52e                                       |
| 132                                       |                                           |                                           |
| 133                                       | Jérémy Leveau (FRA)                       | AB                                        |
| 134                                       | Florent Pereira (FRA)                     | AB                                        |
| 135                                       | Félix Pouilly (FRA)                       | AB                                        |
| 136                                       | Jimmy Turgis (FRA)                        | 14e                                       |
| 137                                       | Louis Verhelst (BEL)                      | AB                                        |
| 138                                       | Dieter Bouvry (BEL)                       | AB                                        |
| Directeur sportif : Michel Dernies        |                                           |                                           |

| Kuota-Lotto TKG                    | Kuota-Lotto TKG        | Kuota-Lotto TKG |
| ---------------------------------- | ---------------------- | --------------- |
| Num                                | Coureur                | Pos             |
| 141                                | Lukas Löer (GER)       | AB              |
| 142                                |                        |                 |
| 143                                | Felix Drumm (GER)      | AB              |
| 144                                | Christopher Hatz (GER) | AB              |
| 145                                | Dario Rapps (GER)      | AB              |
| 146                                | Tobias Knaup (GER)     | AB              |
| 147                                | Marcel Meisen (GER)    | 46e             |
| 148                                |                        |                 |
| Directeur sportif : Detlef Kurzweg |                        |                 |

| 3M MMM                           | 3M MMM                 | 3M MMM |
| -------------------------------- | ---------------------- | ------ |
| Num                              | Coureur                | Pos    |
| 151                              | Jelle Goderis (BEL)    | AB     |
| 152                              | Gertjan De Vos (BEL)   | AB     |
| 153                              | Laurent Évrard (BEL)   | AB     |
| 154                              | Piotr Havik (NED)      | AB     |
| 155                              | Jimmy Janssens (BEL)   | 44e    |
| 156                              | Dick Janssen (NED)     | AB     |
| 157                              | Bob Schoonbroodt (NED) | AB     |
| 158                              |                        |        |
| Directeur sportif : Frank Boeckx |                        |        |

| Wallonie Bruxelles-Group Protect WBC | Wallonie Bruxelles-Group Protect WBC | Wallonie Bruxelles-Group Protect WBC |
| ------------------------------------ | ------------------------------------ | ------------------------------------ |
| Num                                  | Coureur                              | Pos                                  |
| 161                                  | Ludwig De Winter (BEL)               | AB                                   |
| 162                                  | Sébastien Delfosse (BEL)             | 16e                                  |
| 163                                  | Tom Dernies (BEL)                    | AB                                   |
| 164                                  | Grégory Habeaux (BEL)                | AB                                   |
| 165                                  | Baptiste Planckaert (BEL)            | 7e                                   |
| 166                                  | Olivier Pardini (BEL)                | 50e                                  |
| 167                                  | Olivier Chevalier (BEL)              | 42e                                  |
| 168                                  | Julien Stassen (BEL)                 | 26e                                  |
| Directeur sportif : Olivier Kaisen   |                                      |                                      |

| Crelan-Vastgoedservice CRV         | Crelan-Vastgoedservice CRV | Crelan-Vastgoedservice CRV |
| ---------------------------------- | -------------------------- | -------------------------- |
| Num                                | Coureur                    | Pos                        |
| 171                                | David Boucher (FRA)        | 54e                        |
| 172                                | Gerry Druyts (BEL)         | 56e                        |
| 173                                | Dennis Coenen (BEL)        | 53e                        |
| 174                                | Pieter Jacobs (BEL)        | AB                         |
| 175                                | Xandro Meurisse (BEL)      | 45e                        |
| 176                                | Fréderique Robert (BEL)    | 48e                        |
| 177                                | Rob Ruijgh (NED)           | AB                         |
| 178                                | Timothy Stevens (BEL)      | 47e                        |
| Directeur sportif : Kevin Hulsmans |                            |                            |